# Synagoge (Bacharach)
Die Synagoge in Bacharach im rheinland-pfälzischen Landkreis Mainz-Bingen wurde in der zweiten Hälfte des 19. Jahrhunderts errichtet. Sie befand sich in der Blücherstraße hinter dem Gebäude des heutigen Hotel Gelber Hof.

## Geschichte
Bereits im 13. Jahrhundert gab es eine Synagoge, die sich aber bereits zum Anfang des 15. Jahrhunderts nicht mehr im Besitz der jüdischen Gemeinde befand. In der Mitte des 19. Jahrhunderts wurde eine Synagoge in einem Gebäude in der Blücherstraße eingerichtet. Das Gebäude lag hinter dem heutigen Hotel Gelber Hof und war über einen Treppenaufgang zu erreichen. Wie lange die Synagoge genutzt wurde, ist nicht bekannt. Ebenso ist nicht bekannt, wann das Gebäude abgerissen wurde. Erhalten ist heute lediglich der Treppenaufgang, der zur Synagoge führte.

## Gebäude
Weder über die Architektur des Gebäudes, noch über die Gestaltung des Betsaales liegen Angaben vor.

## Jüdische Gemeinde Bacharach
Die jüdische Gemeinde Bacharach, deren Wurzel bis ins 12. Jahrhundert zurückreichte, wurde in der 2. Hälfte des 19. Jahrhunderts gegründet und bestand bis zu Beginn des 20. Jahrhunderts.